# Issa Diop
Issa Laye Lucas Jean Diop (* 9. ledna 1997 Toulouse) je francouzský profesionální fotbalista, který hraje na pozici středního obránce za anglický klub Fulham FC. Je také bývalým francouzským mládežnickým reprezentantem.
Diop je odchovancem francouzského klubu Toulouse FC, v jehož dresu debutoval v sezóně 2015/16. V roce 2017 se stal kapitánem klubu a po sezóně 2017/18 přestoupil do anglického West Hamu United.

## Klubová kariéra

### Toulouse
Diop se narodil ve městě Toulouse a v roce 2006 přešel z akademie Balma SC do Toulouse FC. V září 2015 začal trénovat s A-týmem a v listopadu podepsal svoji první profesionální smlouvu.
V Ligue 1 debutoval 28. listopadu 2015 v utkání proti Nice, a to ve věku 18 let. Diop odehrál celé utkání a společně s dalším debutantem, brankářem Albanem Lafontem, zažili vítěznou premiéru v soutěžním utkání, když Nice zvítězilo 2:0. Svoji první branku vstřelil ve svém druhém utkání v dresu Toulouse, a to 2. prosince 2015 při výhře 3:0 nad Troyes. Ve své první sezóně odehrál 21 a svými výkony pomohl klubu k zachránění se v nejvyšší soutěži.
Dne 29. dubna 2017 Diop poprvé navlékl kapitánskou pásku, nicméně nedovedl tým k vítězství, když prohráli 1:3 na půdě AS Monaco. V sezóně 2017/18 odehrál 30 ligových zápasů.
V září 2017 se Diop stal oficiálně kapitánem klubu a dovedl tým až do čtvrtfinále Coupe de la Ligue. V lize se však Toulouse nedařilo a poté, co skončilo na 18. příčce, muselo svoji přítomnost v Ligue 1 potvrdit v sestupovém play-off. Po výhrách 3:0 a 1:0 proti AC Ajaccio se v nejvyšší soutěži udrželo.

### West Ham United

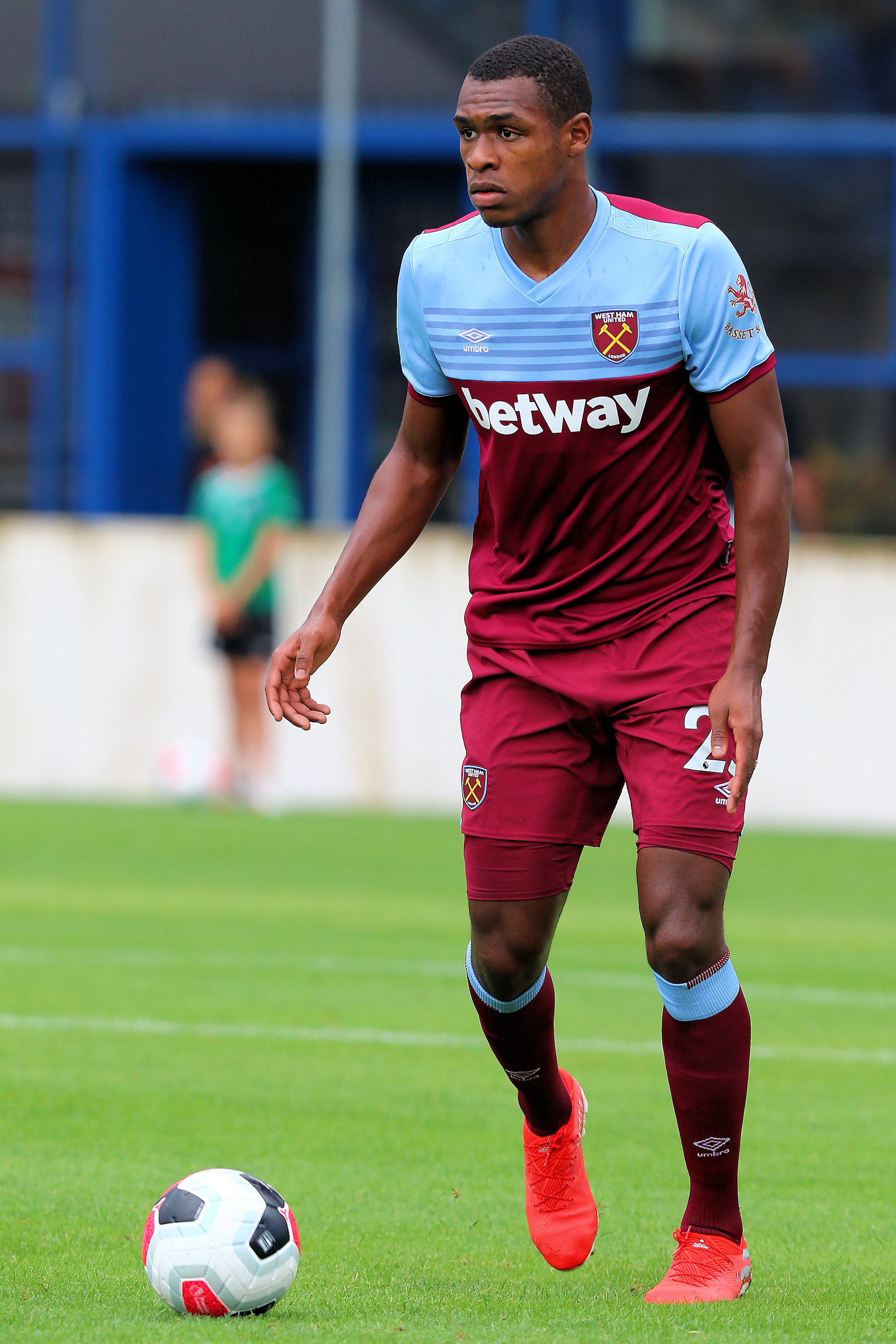
Diop v dresu West Hamu (2019)

Dne 19. června 2018 přestoupil Diop do anglického prvoligového West Hamu United za částku okolo 22 milionů liber (stal se tak nejdražší posilou klubu v historii, když překonal rekordní přestup Marka Arnautoviće ze Stoke City z roku 2017). Diop debutoval v Premier League 25. srpna při prohře 1:3 proti londýnskému Arsenalu. V zápase vstřelil vlastní gól, stal se tak prvním hráčem West Hamu v historii, který si dal vlastní gól při svém debutu v Premier League. O tři dny později se Diop poprvé v dresu West Hamu střelecky prosadil do branky soupeře, a to v utkání EFL Cupu proti Wimbledonu při výhře 3:1. Svoji první branku v Premier League vstřelil 22. února 2019, když se střelecky prosadil do sítě Fulhamu při výhře 3:1.
Dne 22. září 2020 nenastoupil Diop do zápasu EFL Cupu proti Hullu City, protože byl pozitivně testován na covid-19. 9. února 2021 nedohrál Diop utkání FA Cupu proti Manchesteru United. V první půli se srazil hlavou s protihráčem Anthonym Martialem a utrpěl otřes mozku.

### Fulham
Diop přestoupil v létě 2022 do jiného londýnského celku, a to do Fulhamu. Sousední West Ham United dostal za přestup patnáct milionů liber. Diop podepsal pětiletý kontrakt.

## Reprezentační kariéra
Odchovanec Toulouse by po otci mohl reprezentovat Senegal a po matce pro změnu Maroko, chce se však soustředit na francouzskou reprezentaci. "Narodil jsem se ve Francii, jsem proto Francouz. Reprezentovat jinou zemi by ode mě bylo pokrytecké. Chci oblékat francouzský dres, pokud se tak nestane, rozhodnutí stejně nezměním," vyhlásil Diop v dubnu 2019.

## Statistiky

### Klubové
K 17. dubnu 2022
| Klub            | Sezóna  | Liga           | Liga   | Liga | Národní pohár | Národní pohár | Ligový pohár | Ligový pohár | Evropské poháry | Evropské poháry | Celkem | Celkem |
| Klub            | Sezóna  | Liga           | Zápasy | Góly | Zápasy        | Góly          | Zápasy       | Góly         | Zápasy          | Góly            | Zápasy | Góly   |
| --------------- | ------- | -------------- | ------ | ---- | ------------- | ------------- | ------------ | ------------ | --------------- | --------------- | ------ | ------ |
| Toulouse        | 2015/16 | Ligue 1        | 21     | 1    | 1             | 0             | 1            | 0            | —               | —               | 23     | 1      |
| Toulouse        | 2016/17 | Ligue 1        | 30     | 2    | 1             | 0             | 0            | 0            | —               | —               | 31     | 2      |
| Toulouse        | 2017/18 | Ligue 1        | 36     | 3    | 2             | 0             | 3            | 0            | —               | —               | 41     | 3      |
| Toulouse        | Celkem  | Celkem         | 87     | 6    | 4             | 0             | 4            | 0            | —               | —               | 95     | 6      |
| West Ham United | 2018/19 | Premier League | 33     | 1    | 2             | 0             | 3            | 1            | —               | —               | 38     | 2      |
| West Ham United | 2019/20 | Premier League | 32     | 3    | 2             | 0             | 2            | 0            | —               | —               | 36     | 3      |
| West Ham United | 2020/21 | Premier League | 18     | 2    | 2             | 0             | 1            | 0            | —               | —               | 21     | 2      |
| West Ham United | 2021/22 | Premier League | 13     | 0    | 3             | 0             | 3            | 0            | 7               | 1               | 26     | 1      |
| West Ham United | Celkem  | Celkem         | 96     | 6    | 9             | 0             | 9            | 1            | 7               | 1               | 121    | 8      |
| Celkem          | Celkem  | Celkem         | 183    | 12   | 13            | 0             | 13           | 1            | 7               | 1               | 216    | 14     |

## Ocenění

### Reprezentační

#### Francie U19
- Mistrovství Evropy do 19 let: 2016[4]

### Individuální
- Jedenáctka turnaje Mistrovství Evropy do 19 let: 2016[22]